# Pirates of the Caribbean: Død mands kiste
Pirates of the Caribbean: Død mands kiste (originaltitel: Pirates of the Caribbean: Dead Man's Chest) er en adventure film fra 2006 fra Pirates of the Caribbean-pentalogien. Den er efterfølgeren, en såkaldt sequel, til Pirates of the Caribbean: Den sorte forbandelse fra 2003. Filmen er som forgængeren instrueret af Gore Verbinski, skrevet af Ted Elliott og Terry Rossio og produceret af Jerry Bruckheimer. Filmen modtog fire Oscarnomineringer for "Best Art Direction", "Sound Editing", "Sound Mixing" og den vandt en Oscar for "Visual Effects".
Historien fortsætter hvor den sidste slap, da Kaptajn Jack Sparrow (Johnny Depp) opdager, at han stadig mangler at indfri sin gæld til farlige Davy Jones (Bill Nighy), samtidig med at Will Turner (Orlando Bloom) og Elizabeth Swann (Keira Knightley) bliver arresteret af Cutler Beckett (Tom Hollander), fordi de hjalp Jack Sparrow med at flygte.
Filmen blev optaget samtidigt med 3'eren igennem 2005, og fik premiere i Australien og Storbritannien den 6. juli 2006, den 7. juli i Canada og USA og den 12. juli i Danmark, (Sverige, Bulgarien, Estland og Finland). Filmen modtog meget forskellige anmeldelser med udmærkelse af dets specielle effekter, og kritik mod historien og dens længde. På trods af dette slog Pirates of the Caribbean: Død mands kiste adskillige filmrekorder i de første tre dage, inklusiv åbningsweekenden indtjening på $136 mio. i USA og den blev den tredje film til at indtjene over $1 mia. ved verdensomspændende box office, og lå lige bagefter filmene Titanic og Ringenes Herre - Kongen vender tilbage.

## Handling
Det Ostindiske Handelskompagni ankommer til Port Royal, Jamaica for at få deres monopol på Caribien og at rense havet for pirater. Lederen for denne udvidelse er Lord Cutler Beckett, en magtfuld og nådesløs Ø.I.H.K. repræsentant, som først arresterer Will Turner og kort efter Elizabeth Swann, begge kun få minutter før deres bryllup. Han truer med at lade dem og den afskedigede eks-flotilleadmiral James Norrington hænge, fordi de lod Kaptajn Jack Sparrow slippe væk med vilje. Han tilbyder benådning til dem, hvis bare Will går med til at lede efter Sparrow og hans magiske kompas, som viser retningen på det, bæreren begærer mest. Will indvilliger og sætter straks af sted mod Tortuga, hvor en indfødt fortæller Will, hvor det forbandede skib, Black Pearl ligger strandet. Will finder skibet på en kannibal-ø, Pelegosto, hvor han senere opdager, at Jacks mandskab holdes som fanger og at kannibalerne tror, at Jack er en gud.
Efter at Jack slap væk fra Port Royal med Black Pearl og besætningen, leder han efter en bestemt ting. En nat, da han løber tør for rom, går ned i lagerrummet, hvor en ubehagelig overraskelse venter ham. Jacks tidligere besætningsmedlem, "Bootstrap Bill" Turner, som nu er sømand på Davy Jones' spøgelsesskib Den Flyvende Hollænder. Bootstrap giver Jack "Det Sorte Mærke", hvilket viser, at hans gæld til Jones skal betales tilbage. 13 år tidligere hævede Jones nemlig, Black Pearl fra havets dyb, og gjorde Jack til kaptajn – som betaling for dette, skulle Jack efterfølgende tjene Jones om bord på Den Flyvende Hollænder de næste 100 år. Jack bliver bange, idet han ved, at med det "Sorte Mærke" vil man blive forfulgt at det farlige, gigantiske søuhyre, Kraken.
Will, Jack og et par besætningsmedlemmer formår at flygte, og Pintel og Ragetti bliver overraskende også optaget med på vejen. Jack har været på udkig efter en nøgle, men hans magiske kompas har svigtet ham. Han går med til at give Will kompasset, hvis bare Will så også vil hjælpe med at finde nøglen og den ting, den kan åbne. For at søge råd, opsøger han Tia Dalma, en voodoo-udøvende spåkone, som fortæller Jack, at kompasset ikke virker medmindre han ved, hvad han virkelig vil have, og kun det. Tia Dalma fortæller også, at den nøgle som Jack søger, kan åbne Død Mands Kiste, som indeholder Davy Jones', stadigt bankende hjerte – som Jones skar ud, da sorgen over ulykkelig kærlighed, blev for meget at bære, og at han derfor låste hjertet inde og gemte det et hemmeligt sted. Den som får fat i Jones' hjerte, får ikke kun magten over Jones, men også magten over alle verdens have. Tilbage på havet, støder Den Flyvende Hollænder på Jack, som desperat forsøger at bytte Will i stedet for sig selv. Jones forlanger 99 andre sjæle inden for 3 dage, hvis han skal lade Jack gå, og Jones beholder Will som "good faith payment" ("godtroende betaling").
I Port Royal, befrier Guvernør Weatherby Swann, sin pt. stadig fængslende datter, Elizabeth. Hun konfronterer senere Beckett med en ladt pistol, og tvinger ham til at underskrive dvs. gyldiggøre nogle kapersbreve – et royalt dokument, i hvilket der står at Beckett vil gøre Jack til kaper, og det er det Elizabeth vil have gjort for Will. Rejsende som blind passager på et handelsskib, når Elizabeth til Tortuga, hvor hun finder Jack og Gibbs, som desperate forsøger at samle et mandskab i en pub, i forsøg på at indfri Jones' gæld. En noget fuld og pjusket James Norrington dukker også op, og fordi Norrington ser Jack som skyldig for hans afskedigelse, forsøger han at skyde Jack og en enorme slåskamp mellem pubbens gæster opstår. Elizabeth formår dog at slå ham bevidstløs, så han ikke gør hoben af mennesker mere vrede. På havnen, afslører Jack kompassets hemmelighed til Elizabeth; at det peger mod det, bæreren begærer mest. Og da han får hende overbevist om, at hun vil kunne redde Wills liv, hvis bare hun finder kisten, kan hun ikke modstå. Under sejlturen opstår der kemi mellem Jack og Elizabeth.
På Isla Cruces finder Jack, Norrington og Elizabeth Død Mands Kiste. Will, som under sit fangenskab på Den Flyvende Hollænder får bekendtskab med sin far, får stjålet den berygtede nøgle fra Davy Jones, og slipper med hjælp fra sin far væk fra Den Flyvende Hollænder. Will ønsker at dolke Jones' hjerte, men Jack er bange for at Kraken vil blive umulig at kontrollere, hvis Jones er død, og Norrington vil bare gerne have sin rang tilbage, ved at give Beckett, hvad han vil have, og bruge Elizabeths kapersbreve. De tre, som på hver deres måde vil have kisten, kommer op i en trekantssværdkamp, og samtidig med dette ankommer Jones' mandskab og Pintel og Ragetti, som også alle er ude efter kisten. Norrington ender med at flygte med hjertet og kapersbrevene, mens Jones' mandskab slipper væk med den tomme kiste.
Den Flyvende Hollænder forfølger nu Black Pearl, men pga. vinden bag dem, sejler de hurtigt fra dem. Jones stopper forfølgelsen, og tilkalder i stedet Kraken. Jack sniger sig væk fra Black Pearl, og begynder at ro tilbage til Isla Cruces, ude af stand til at efterlade sit mandskab, ror han tilbage og når at redde dem. Han giver den ordre, at de skal forlade skibet, før Kraken kommer. Da Elizabeth finder ud af Kraken kun er ude efter Jack, kysser hun med stor lidenskab Jack, imens hun lænker ham til masten. Tynget af skyldfølelse over sit eget forræderi, siger hun til de andre, at Jack blev valgt til at blive tilbage, uden at vide at Will så hende kysse med ham, og han tror nu, at hun elsker Jack. Jack formår at befri sig selv og Jack udfordrer Kraken, som trækker ham og Black Pearl ned i dybet.
Davy Jones ser hele dette fra sit skib, og ser derfor sin gæld som indfriet, selvom at han snart opdager, at hans kiste er tom. Norrington er imellem tiden nået tilbage til Port Royal og afleverer Jones' hjerte og kapersbrevene til Cutler Beckett i håb om at kunne genoptage sin karriere. Elizabeth, Will og resten af det overlevende Black Pearl mandskab søger nu ly hos Tia Dalma. Hun spørger dem, om de er villige til at redde Jack Sparrow fra Davy Jones' Kiste. Da de alle siger "Aye", sender Dalma dem til Verdens Ende, med en kaptajn, som allerede kender de have – Kaptajn Barbossa.

## Medvirkende
- Johnny Depp som Kaptajn Jack Sparrow: Kaptajn på Black Pearl. Han bliver jagtet af Kraken, pga. hans ubetalte gæld til Davy Jones. Han leder også efter Død Mands Kiste, fordi han vil slippe fri af Davy Jones.

- Orlando Bloom som Will Turner: En smed som er blevet pirat, som laver an aftale med Cutler Beckett, om at finde Jack Sparrow og hans magiske kompas, så han redde sig selv og sin forlovede, Elizabeth, fra at blive henrettet. Senere bliver han genforenet med sin far, som han vil befri fra evig tjeneste hos Davy Jones.

- Keira Knightley som Elizabeth Swann: Guvernør Swanns datter og Wills forlovede, som bliver arresteret på hendes bryllupsdag, for at have hjulpet Jack Sparrow med at flygte. Med hjælp fra sin far, flygter hun fra fængslet og kommer til Tortuga, hvor hun rejser videre med resten af besætningen for at finde Will og kisten.

- Bill Nighy som Davy Jones: Kaptajn på Den Flyvende Hollænder. Filmens overfjende, Davy var engang et menneske. Var ude af stand til at bære sin ulykkelige kærlighed; så skar sit hjerte ud, puttede det i Død Mands Kiste og begravede kisten et hemmeligt sted. Han er blevet til en bizar skabning: del blæksprutte, del krabbe, del menneske. Han samler på sjæle fra døde eller døende sømænd, som skal arbejde på hans skib i flere 100 år.

- Jack Davenport som James Norrington: Han blev fyret fra hans stilling som flotilleadmiral i Royal Navy, efter at have at mistet sit skib og mandskab under en orkan, under forfølgelsen af Jack Sparrow. Efter den store nedtur blev han alkoholiker. Bliver besætningsmedlem på Black Pearl og forsøger at genoptage sin karriere og ære.

- Stellan Skarsgård som "Bootstrap Bill" Turner: Sømand om bord på Den Flyvende Hollænder, som viser sig at være Will Turners far. Han blev forbandet af det aztekiske guld på Isla de Muerta (da han var under Barbossas tjeneste). Kastet overbord efter at have nægtet at tage del i mytteriet mod Jack ledet af Barbossa, tilbragte han flere år på bunden af havet, bundet til en kanon. Blev fundet af Davy Jones, til hvilken han svor tro tjeneste.

- Kevin McNally som Joshamee Gibbs: Black Pearl 1. styrmand og Jack Sparrows loyale ven. Tjente engang hos Royal Navy under løjtnant James Norrington.

- Tom Hollander som Lord Cutler Beckett: Repræsentant for Det Ostindiske Handelskompagni, som rejser til Port Royal for at fange og gøre Jack Sparrow til kaper. Hvad han virkelig begærer er Davy Jones' hjerte, som han kan styre havene med, med Jones som næstkommanderende.

- Lee Arenberg som Pintel: Pirat og tidligere Black Pearl-besætningsmedlem under Kaptajn Barbossa, blev fængslet efter at azteker-forbandelsen blev brudt, men flygtede for at følges sammen med Jack Sparrows Black Pearl mandskab.

- Mackenzie Crook som Ragetti: Pintels uadskillelige ven. Han har et træøje, og forsøger at virke litteratur-elskende, idet han er begyndt "at læse" Bibelen, fordi han mener at "you get credit for trying." ("du får gode point for at prøve").

- Naomie Harris som Tia Dalma: En voodoo-udøvende spåkone, som Jack Sparrow købte sit magiske kompas af. Hun forklarer legenden om Davy Jones, og har samtidig en medaljon magen til hans. Hun fortæller de overlevende, som vender tilbage til hendes hytte, efter at Kraken har taget Black Pearl, at der er en mulighed for at de kan få Jack tilbage, hvis den genoplivede Kaptajn Hector Barbossa hjælper dem.

- Jonathan Pryce som Guvernør Weatherby Swann: Elizabeths far, og guvernør af Port Royal. Han forguder sin datter, men synes ikke særlig godt om Will, fordi han ikke synes, at de passer sammen.

- Geoffrey Rush som Hector Barbossa: Man ser ikke noget til Barbossa igennem filmen, men han dukker dog op i filmens allersidste scene. Efter at have mødt sin overmand i forgængeren, bliver Barbossa genoplivet af Tia Dalma, fordi han skal hjælpe med at redde Jack Sparrow fra Davy Jones' Kiste, og derved følge "Broderskabets Lov" om at løse Kalypso fra hendes menneskelig bånd.

## Fortsættelse
Den tredje film fik premiere i 2007. Den tredje film var originalt udtænkt som slutningen på trilogien, men en fjerde film fulgte alligevel i 2011.